# Abdul Gaddy
Abdul Gaddy Jr (ur. 26 stycznia 1992 w Tacoma) – amerykański koszykarz występujący na pozycji rozgrywający. 
W 2008 wziął udział w turnieju Nike Global Challenge, podczas którego uzyskał tytuł MVP. Wybrano go także najlepszych zawodnikiem szkół średnich stanu Waszyngton (Washington Gatorade Player of the Year).
W 2009 wystąpił w spotkaniach gwiazd amerykańskich szkół średnich – Jordan Classic, McDonald’s All-American, Nike Hoop Summit. Został też zaliczony do II składu Parade All-American.
Przez lata występował w letniej lidze NBA. Reprezentował Charlotte Bobcats (2013), New Orleans Pelicans (2014), Orlando Magic (2019).
17 października 2019 został zwolniony przez Oklahomę City Thunder.

## Osiągnięcia
Stan na 6 listopada 2019, na podstawie, o ile nie zaznaczono inaczej.
NCAA
- Uczestnik rozgrywek:
  - Sweet 16 turnieju NCAA (2010)
  - II rundy turnieju NCAA (2010, 2011)
  - turnieju	Portsmouth Invitational Tournament (2013)
- Mistrz:
  - sezonu zasadniczego Pac-12 (2009, 2012)
  - turnieju Pac-12 (2010, 2011)

Drużynowe
- Mistrz Łotwy (2017)
- Uczestnik rozgrywek FIBA Europe Cup (2017/2018)

Reprezentacja
- Mistrz Ameryki U–18 (2010)